# CK鼠
可樂鈴（日語：コロコロクリリン），又叫CK鼠，是三麗鷗（Sanrio）公司在1997年創作的卡通人物，設計師為伊藤康二（也是帕恰狗現任設計師和貝克鴨（Pekkle duck）設計師）。可樂鈴是一隻仓鼠，主要色調為白色及淺啡色，喜歡在頭上戴上一朵倒轉的花作帽子，大多數為白色的花，有時在商品中亦會因應節日或主題戴上其他頭飾。可樂鈴在2021年的《三麗鷗肖像大賞》中，在綜合名次中為第20位，在海外地區名次（國家或區域）中，於香港區榮登第3位。在2019年、2020年的綜合名次排名則分別為27位及22位。

## 外部連結
- 三麗鷗官方網站介紹 https://www.sanrio.co.jp/character/kuririn/#char_profile （页面存档备份，存于）
- 三麗鷗 SanrioTown 網站介紹 http://www.sanriotown.com/kuririn/ck_intro/main.html （页面存档备份，存于）
- 台灣三麗鷗官方網站介紹 https://www.sanrio.com.tw/characters/ （页面存档备份，存于）